# Lothar Krieg
Lothar Krieg   (Darmstadt, 10 de desembre de 1955) és un atleta alemany, ja retirat, especialista en els 400 metres, que va competir durant la dècada 1970.
El 1976 va prendre part en els Jocs Olímpics d'Estiu de Montreal, on va guanyar la medalla de bronze en la prova del 4×400 metres del programa d'atletisme. Formà equip amb Franz-Peter Hofmeister, Harald Schmid i Bernd Herrmann.
En el seu palmarès també destaca una medalla de bronze a les Universíades de 1977 i el campionat alemany de 1976. A finals de la dècada de 1980 exercí d'entrenador nacional dels 400 metres.

## Millors marques
- 400 metres. 45.64" (1976)[1][2]